# Ameinias (Dichter)
Ameinias  (altgriechisch Ἀμεινίας, lateinisch Aminias) war ein attischer Komödiendichter, der am Ende des 4. Jahrhunderts und zu Beginn des 3. Jahrhunderts v. Chr. wirkte. Inschriftlich ist bezeugt, dass er 311 v. Chr. an den Großen Dionysien mit dem Stück Apoleipusa (altgriechisch Ἀπολείπουσα) den dritten Platz errang. Zudem ist ein Sieg an den Lenäen bezeugt. Auf Delos führte er 280 v. Chr. Komödien auf.